# مرکز ملی امنیت سایبری (بریتانیا)
مرکز ملی امنیت سایبری یک سازمان دولتی در دولت بریتانیا است که به بخش دولتی و خصوصی بریتانیا در چگونگی رویارویی با تهدیدهای امنیت رایانه‌ای مشاوره می‌دهد و از آنها پشتیبانی می‌کند. ستاد این سازمان در لندن است. مرکز ملی امنیت سایبری، کار خود را در اکتبر ۲۰۱۶ آغاز کرد و سازمان بالادست آن، ستاد ارتباطات دولت است.

## تاریخچه
مرکز ملی امنیت سایبری جایگزین گروه امنیت ارتباطات الکترونیک (بازوی امنیت اطلاعات ستاد ارتباطات دولت)، مرکز ارزیابی سایبری، گروه پاسخ‌گویی فوری رایانه‌ای بریتانیا، و مسئولیت‌های سایبری مرکز حفاظت از زیرساخت‌های ملی شد. مرکز ملی امنیت سایبری، با تلاش‌های پیشین این سازمان‌ها و دفتر هیئت دولت، بنیان‌گذاری شد تا بخش‌های گسترده‌تری از بخش خصوصی بریتانیا را در زمینه اطمینان از اطلاعات، راهنمایی کند که نمونه آن، راهنمای "۱۰ گام" بود که در ژانویه ۲۰۱۵ منتشر شد. در اطلاعیه‌های پیش از آغاز به کار، دولت بریتانیا گفته بود که مرکز ملی امنیت سایبری، در آغاز با بانک انگلستان همکاری می‌کند تا به نهادهای مالی در زمینه تقویت دفاع آنلاین، مشاوره بدهد.
نخستین‌بار، موضوع مرکز ملی امنیت سایبری را رئیس آن هنگام خزانه، جرج آزبرن در نوامبر ۲۰۱۵ مطرح کرد. رابرت هانیگان،  رئیس آن هنگام ستاد ارتباطات دولت ، که به خاطر بنیان‌گذاری مرکز ملی امنیت سایبری، اعتبار زیادی بدست آورده بود در یک نوشتار مفصل، ساختار و چالش‌های آنرا را توضیح داد. این نوشتار در فوریه ۲۰۱۹ توسط مؤسسه سرویس‌های متحد پادشاهی چاپ شد.
الیزابت دوم، مرکز ملی امنیت سایبری را در ۱۴ فوریه ۲۰۱۷ گشود. فیلیپ هموند، رئیس آن هنگام خزانه، اعلام کرد که در گام نخست ۱/۹ میلیارد پوند استرلینگ در آن مرکز، سرمایه‌گذای می‌کند و در گام دوم، ابتکارعملی را برای جابجایی ۱۰۰ نفر از بخش صنعت به مرکز ملی امنیت سایبری، ارائه می‌کند.
در آوریل ۲۰۱۶ وزارت دفاع بریتانیا اعلام کرد که یک مرکز عملیات امنیت سایبری، "برای حفاظت از فضای سایبری وزارت دفاع از افراد مخرب" با بودجه ۴۰ میلیون پوند، در دنباله این ابتکار عمل، بنیانگذاری می‌شود. ستاد این مرکز عملیات امنیت سایبری تازه، در دفتر وزارت دفاع، کورشهام قرار دارد.
در اکتبر ۲۰۱۷ مدیر فنی مرکز ملی امنیت سایبری، ایان لِوی، هدف شوخی ایمیلی جیمز لینتون با عنوان یک رویداد صنعتی دروغین قرار گرفت. بااینکه، لِوی، با دیدن عنوان غیر منتظره ایمیل، دروغ بودن آن را دریافت، اما با جیمز لینتون همکاری کرد تا یک وبلاگ امنیتی را درباره این رخداد، تهیه کنند.